# Karl Stähle
Karl Stähle (* 15. Juli 1944 in Magstadt; † 4. Oktober 2019 ebenda) war ein deutscher Radrennfahrer und nationaler Meister im Radsport.

## Sportliche Laufbahn
Stähle war Spezialist für Querfeldeinrennen. Bei den deutschen Meisterschaften 1966 wurde Vize-Meister hinter Rolf Wolfshohl. 1967 gelang es ihm, den Meistertitel in der Amateur-Klasse zu gewinnen. In den beiden folgenden Jahren konnte er den Titel jeweils verteidigen. Bis 1973 stand er jeweils auf dem Podium der Meisterschaftsrennen. 1972 startete er bei der UCI-Weltmeisterschaften der Amateure im Querfeldeinrennen in Prag und wurde dort als Fünfter klassiert. 1970 war er in Zolder als Achter ins Zielgekommen. Er startete für den Verein RV Pfeil Magstadt.

## Berufliches
Stähle absolvierte eine Ausbildung zum Glaser und wurde später in diesem Beruf Handwerksmeister. 